# Kettering Bug
Жук Ке́ттерінга (англ. Kettering Bug), також відома була спочатку як Пові́тряна торпе́да Ке́ттерінга (англ. Kettering Aerial Torpedo) — експериментальна безпілотна літаюча бомба, один з перших проектів попередників сучасних крилатих ракет. Розроблена винахідником Чарлзом Кеттерінгом по замовленню Армії США у 1917 році. Призначалась для нанесення ударів з дистанції до 120 км по цілях противника. Літальний апарат відрізнявся простою конструкцією і низькою ціною у виготовленні. Хоча він порівняно успішно пройшов випробування, Перша світова війна закінчилась і розробка так і залишилась дослідною.

## Історія
На відміну від ВМФ США, який з самого початку військових дій Першої світової війни цікавився безпілотними апаратами, на кшталт літаючої бомби Сперрі (англ. Sperry Flying Bomb), армійський авіаційний корпус не надавав особливого значення безпілотним машинам. Власний авіаційний досвід військових США був недостатнім й розуміння проблем та складнощів з повітряними бомбардуваннями не було.
Тим не менш, успішні випробування гідролітака N-9, оснащеного автопілотом Елмера Сперрі, надихнули армійський авіаційний корпус на початок експериментів із безпілотними апаратами. У листопаді 1917 року військові звернулися до винахідника Чарлза Кеттерінга, який мешкав у Дейтоні (штат Огайо) з пропозицією розробити для Армії дешевий і простий безпілотний літак-снаряд, який можна було б використовувати у війні в Європі. Провівши низку досліджень, Кеттерінг підтримав ідею літаючої бомби, вважаючи, що технічний рівень США цілком дозволяє побудувати такий снаряд.
Виготовлення «повітряної торпеди» розпочалась на фірмі «Dayton-Wright», у штаті Огайо. Консультантом з питань аеродинаміки виступав головний інженер Орвілл Райт. Розробкою автопілота для снаряда займався той же Елмер Сперрі, так як у військовій техніці ще не використовувались гіроскопічні системи й не було досвіду їх застосування.

## Конструкція
На відміну від «літаючої бомби» Сперрі, «Жук» Кеттерінга («повітряна торпеда») був досить простим і компактним апаратом. Циліндричний із звуженням до корми корпус виготовлявся з деревини. Зверху на ньому кріпилася біпланова коробка крила, утримувана стійками і розчалками. Крила мали при погляді спереду форму літери «V» з відхиленням у 10 градусів від горизонтальної лінії — така особливість конструкції слугувала для підвищення стабільності апарату в польоті.
Апарат оснащувався дуже простим і дешевим чотирициліндровим сорокасильним двигуном «DePalma», що виготовлявся «Ford Motor Company» за ліцензією. Ціна двигуна становила лише 40 доларів. Двигун приводив у дію дволопатевий повітряний гвинт, розташований у носовій частині.
Система управління була інерційною, автоматичною. Після старту машини електричний гіроскоп забезпечував стабілізацію «Жука» в повітрі і спрямовував його заданим курсом. Система керування використовувала пневматичну/вакуумну систему, електричну систему та анероїдний барометр/ висотомір. Висота польоту встановлювалась попередньо за допомогою барометричного висотоміра.
Після запуску з рейкової катапульти (по якій апарат розганявся на колісному візку), «Жук» мав вийти на встановлену висоту і летіти по прямій до мети. Спеціальний пристрій відраховував оберти повітряного гвинта, максимальна кількість яких задавалася механіками безпосередньо перед вильотом з урахуванням швидкості та напрямку вітру. Як тільки гвинт машини здійснював задане число обертів (що означало, що апарат пролетів розрахункову дистанцію), пристрій вивільняв пружинний механізм, що глушив двигун і виштовхував болти, які утримували крило на корпусі. Крило відокремлювалося, і корпус апарата із 80 кілограмами вибухівки в середині падав вертикально вниз, прямо на ціль.
Загальна вартість «Жука» становила лише 400 доларів. За розрахунками конструкторів, він міг би пролетіти 120 км зі швидкістю 80 км/год (50 миль/год).

## Льотні випробування
Випробування моделі розпочалися з 1918 року. Першою у повітря піднялася для відпрацювання особливостей керування пілотована версія машини (оснащена важелями керування та шасі: пілот просто сидів верхи на корпусі за крилом). З її допомогою вдалося відпрацювати аеродинаміку майбутньої «повітряної торпеди» та вивчити низку незрозумілих питань з автоматичним керуванням.
Після цього настала черга випробувань безпілотних снарядів. Перший політ, виконаний 2 жовтня 1918 року, був невдалим — хоча апарат піднявся у повітря з катапульти, його політ був нестабільний і незабаром він завалився на крило та розбився. Двома днями пізніше, 4 жовтня, відбувся другий політ, який став безперечним успіхом — хоча «Жук» відхилився від прямої лінії і почав виписувати кола, автопілот протримав його у повітрі 45 хвилин, до вичерпання запасу пального.
Натхненні результатом військові замовили 75 машин для випробувань і дослідного розгортання. Серія польотів була проведена в дослідницьких цілях, але загалом результати були дуже скромними — лише 7 польотів із 24 могли вважатись принаймні частково успішними. Тим не менше, військові були налаштовані оптимістично і збиралися замовити велику партію «Жуків» для застосування проти Німеччини у 1919 році, але війна закінчилася, перш ніж замовлення було виконане. Усього було виготовлено 45 одиниць цієї зброї.
Після війни, армійське керівництво зберегло інтерес до апаратів і продовжило експерименти до 1920 року. У 1920 році, програму було зупинено з фінансових причин. Всього, на проект «Жука» було потрачено 275000 доларів.

## Оцінка проекту

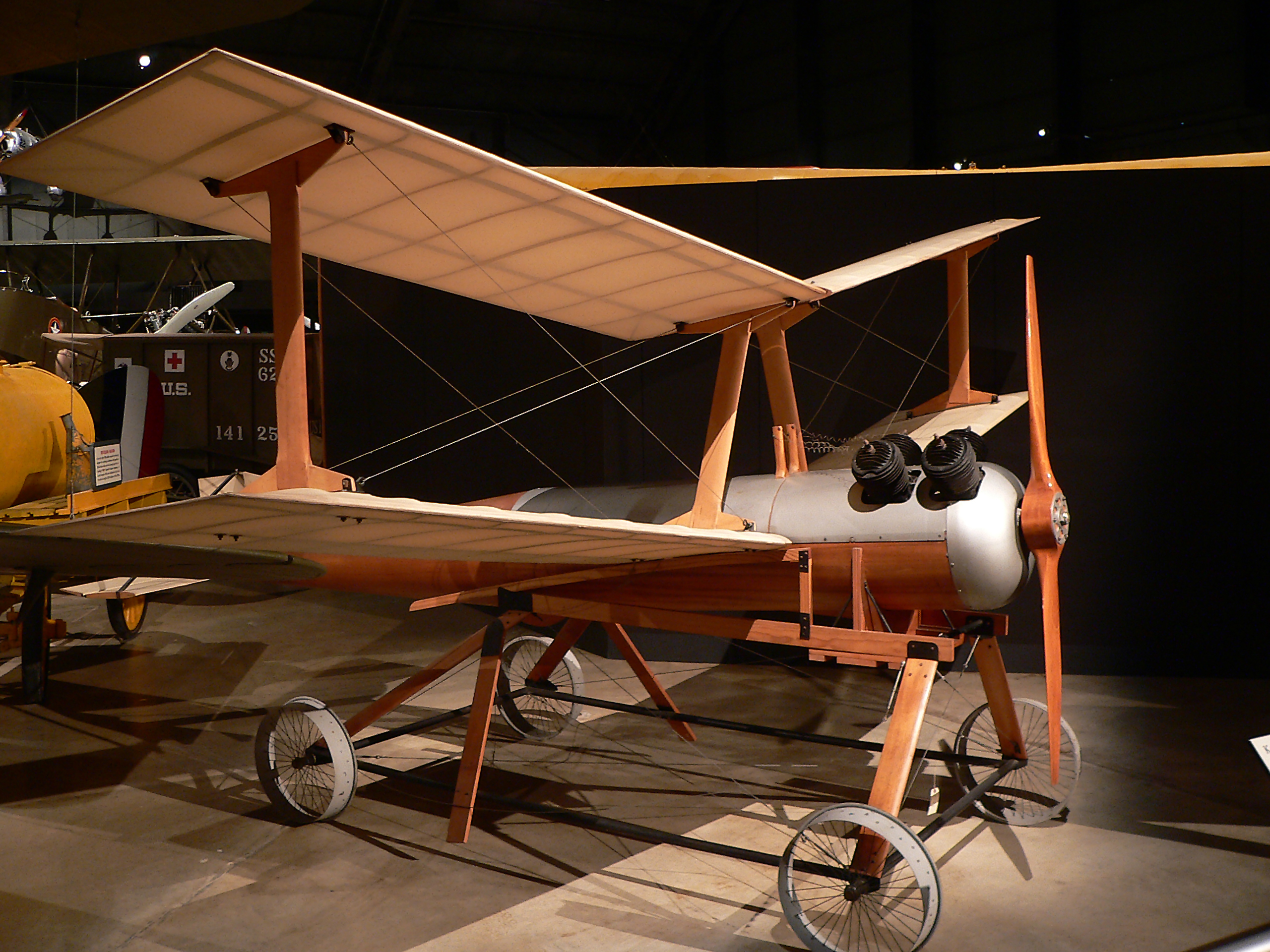
Повнорозмірна репліка «Жука» Кеттерінга у музеї ВПС США

В цілому, «Жук» Кеттерінга цікавий тим, що він був першим безпілотним літальним апаратом, призначеним для військових цілей, який був принаймні частково успішним. На відміну від більш важкої і складної «літаючої бомби» Сперрі, «Жук» з самого початку позиціонувався як максимально простий пристрій, який можна буде виробляти у великих кількостях і застосовувати масовано, не зважаючи на затрати. Певною мірою, «Жук» Кеттерінга можна вважати прообразом концепції літаків-снарядів «Фау-1».
Надзвичайно низька вартість «Жука» дозволяла виробляти його серійно і застосовувати шляхом завдання масованих ударів по противнику. Заплановане використання в темний час доби унеможливлювало перехоплення «повітряної торпеди» винищувачами, або зенітною артилерією того часу, зважаючи на малі розміри і досить низьку шумність. Протиповітряна оборона міст Німеччини, яка не зазнавала будь-яких потужних повітряних нальотів протягом усієї Першої світової війни, навряд чи була здатна зупинити навіть дуже обмежену кількість запущених апаратів.

## Льотно-технічні характеристики
Джерело: Werrell, Kenneth P. The Evolution of the Cruise Missile.  — Maxwell Air Force Base, Alabama: Air University Press, 1985. — P. 235 — 289 p.
- Розмах крила — 4572 мм (15 футів)
- Довжина — 3810 мм (12,5 футів)
- Стартова маса — 238,1 кг (525 фунтів)
- Маса бойової частини — 81,6 кг (180 фунтів)
- Потужність двигуна — 35…45 амер. к. с.
- Максимальна швидкість — 193 км/год (120 миль/год)